# Loroum
O Loroum é uma província de Burkina Faso localizada na região Norte. Sua capital é a cidade de Titao.

## Departamentos

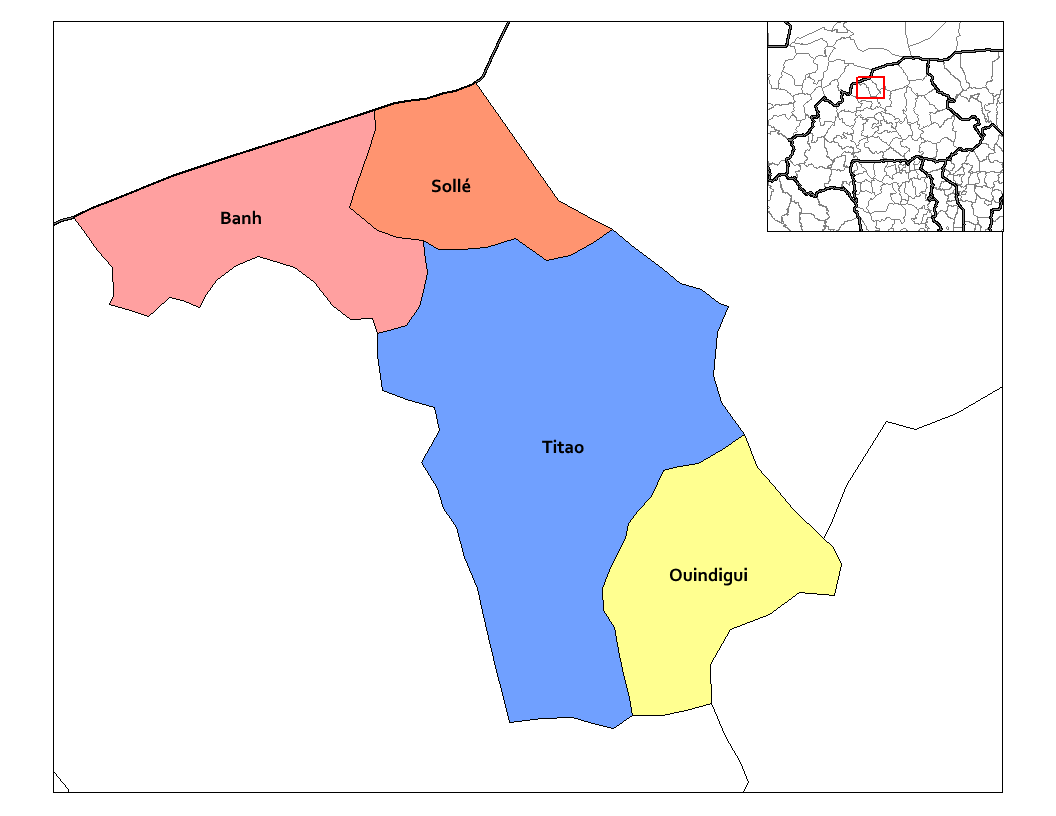
Localização dos diversos departamentos da província do Loroum, Burkina Faso

A província do Loroum está dividida em cinco departamentos:
- Banh
- Ouindigui
- Sollé
- Titao